# أنا الحق (قصة)
أنا الحق هي قصة قصيرة مبنية على حياة الصوفي منصور الحلاج، الذي اتُهم وقُتل بتهمة البدعة. وهي جزء من مجموعة أنارغة نيميشام [الإنجليزية]
، كتبها فايكوم محمد بشير بأسلوب جبران خليل جبران النموذجي.

## الحبكة
تحكي القصة الحُكم على الحسين بن منصور الحلاج بالشنق حتى الموت لأنه صاح في نشوة صوفية: «أنا الحق، أنا الحق». وقد فهِم أهل السنة قوله على أنه يدّعي الألوهية، بينما لم يكن يعني سوى الفناء التام في ذاته أثناء نشوته الروحية السامية. صعد الحلاج إلى المشنقة مرفوع الرأس، لا يهاب الموت الوشيك، ولم تستطع صرخاته أن تُخمد وسط ضجيج السباب الذي وُجّه إليه؛ بل علت واضحة، مدوية، عالية: «أنا الحق، أنا الحق»، حتى فارقت روحه إلى منبع حياتها الأسمى.

## الملاحظات
يقارن بشير بين "أنا الحق" وأهام براهماسمي في الأوبانيشاد ماهافاكيا [الإنجليزية]
 والتي تعني أنا براهمان (الحقيقة المطلقة في الهندوسية). يستخدم بشير هذا المصطلح ليعني أن الله موجود داخل "الذات". القصة مكتوبة بطريقة تهاجم الممارسات التقليدية في الإسلام.
في طبعة "أنارغا نيميشام [الإنجليزية]
" الصادرة عام 1982 م، أضاف بشير ملاحظةً مفادها: "هذه القصة كُتبت قبل نحو أربعين عامًا. والآن، أعتقد أن قول البشر العاديين، وهم مجرد نتاج الله القدير، عبارات مثل "أنا الله"، هو إثم. كنتُ قد زعمتُ أيضًا أن العمل مستوحى من قصة حقيقية، لكن الآن؛ اعتبروه مجرد خيال". ويعتبر هذا بمثابة تغيير ملحوظ عن قناعاته السابقة. وزعم النقاد أن بشير أصبح أكثر تدينًا في أواخر حياته، وهو ما يتناقض مع بعض أعماله السابقة. ولم يترك هذه المذكرة دون لمسة من الفكاهة، فقد انتهت هذه المذكرة أيضاً بـ "أنا الحق"، على غرار بطل القصة.